# Hashikami (Aomori)
Hashikami (階上町 Hashikami-chō?) es un pueblo localizado en la prefectura de Aomori, Japón. En octubre de 2018 tenía una población de 13.625 habitantes y una densidad de población de 145 personas por km². Su área total es de 94,01 km².

## Geografía

### Municipios circundantes
- Prefectura de Aomori
  - Hachinohe
- Prefectura de Iwate
  - Karumai
  - Hirono

## Demografía
Según datos del censo japonés, la población de Hashikami se ha mantenido estable en los últimos años.
| Año del censo | Población |
| ------------- | --------- |
| 1995          | 14.428    |
| 2000          | 15.618    |
| 2005          | 15.356    |
| 2010          | 14.699    |
| 2015          | 14.025    |